# Wiktorów (Zgierz)
Pour les articles homonymes, voir Wiktorów.
Wiktorów est une localité polonaise de la gmina et du powiat de Zgierz en voïvodie de Łódź.